# Dar'ja Konstantinovna Opočinina
Dar'ja Konstantinovna Opočinina (Дарья Константиновна Опочинина; San Pietroburgo, 7 marzo 1844 – San Pietroburgo, 7 marzo 1870) è stata una nobildonna russa, prima moglie del VI duca Evgenij Maksimilianovič di Leuchtenberg.

## Infanzia
Dar'ja era la figlia dell'aiutante di campo Konstantin Fëdorovič Opočinin, e di sua moglie, Vera Ivanovna Skobeleva. Da parte di padre era la pronipote del maresciallo di campo Michail Illarionovič Kutuzov, e da parte di madre era la nipote dello scrittore militare Ivan Nikitič Skobelev. I suoi padrini erano l'imperatore Nicola I e la nonna Dar'ja Michaijlovna, in onore del quale ha ricevuto il suo nome.

## Matrimonio
Dopo la morte del padre, lei e sua madre hanno vissuto a lungo all'estero e fin dall'infanzia sono state vicine alla famiglia imperiale. Come damigella d'onore della granduchessa Marija Nikolaevna Romanova (1819-1876), si avvicinò al suo secondo figlio, il duca Evgenij e presto divenne sua moglie. Il matrimonio ebbe luogo l'8 gennaio 1869 a Firenze.
Nonostante le proteste dell'ambasciatore francese, subito dopo il matrimonio ha ricevuto il titolo di contessa di Beauharnais "per sé e per i posteri". Ebbe una buona influenza su suo marito. Secondo i suoi contemporanei, dopo il matrimonio, Evgenij si sistemò, le sue folli spese e baldorie cessarono. Il matrimonio ebbe un discreto successo, ma di breve durata. Alla vigilia del parto, Dar'ja Konstantinovna tornò a Pietroburgo e si stabilì con suo marito nel Palazzo Mariinskij (San Pietroburgo).
La coppia ebbe una figlia:
- Dar'ja (1870-1937)[1]

## Morte
Dopo aver dato alla luce una figlia, Dar'ja, improvvisamente, prese un raffreddore. Morì una settimana dopo il parto nel giorno del suo compleanno, alle 4 del pomeriggio, per febbre puerperale. Il 10 marzo, la bara con il suo corpo, accompagnata dai membri della famiglia imperiale e da molti dignitari, è stata consegnata alla stazione della ferrovia di Peterhof (Russia), da lì in treno al Monastero di San Sergio, dove è stato sepolta. Il 26 gennaio 1910 i suoi resti furono trasferiti nella chiesa Isidorovskaja del monastero di Aleksandr Nevskij.